# あなたしか見えない (メリサ・マンチェスターの曲)
「あなたしか見えない」（あなたしかみえない、"Don't Cry Out Loud"）は1976年にピーター・アレンが作曲し、キャロル・ベイヤー・セイガーが作詞した楽曲。アメリカではメリサ・マンチェスターによる、イギリスではエルキー・ブルックスによるヒットシングルが最も知られている。なお、当初の邦題は「哀しみは心に秘めて」だったが、日本国内では伊東ゆかりやリタ・クーリッジによるカバーが「あなたしか見えない」とのタイトルでヒットしたことからメリサ・マンチェスターのバージョンも邦題が変更されている。

## 背景と最初の録音
ピーター・アレンの友人であるアン＝マーグレットは、キャロル・ベイヤー・セイガーによるこの曲の歌詞について、アレン自身の考え方が反映されているとして「彼はなんでも内側にため込んでしまう……彼の個人的な哲学は’泣いているところを誰にも見せるな’だった」と述べている。1989年にアレンとともにツアー公演を行ったバーナデット・ピーターズはアレンが、14歳のときに父親が自殺して亡くなったことに対して、「母親は彼に、常に最善の顔をするように教えた」と語った。
この曲の最初の確実なレコーディングは、 "We Don't Cry Out Loud" として1976年12月にシルヴィア・ロビンソンのプロデュースでザ・モーメンツによって行われ、収録アルバム『Moments with You』と同時にリリースされたものだった。"We Don't Cry Out Loud" は、キャロル・ベイヤー・セイガーとの共作によるザ・モーメンツによる3枚連続のシングル・リリースのうちの2作目だった。1枚目と3枚目の "With You" と "I Don't Wanna Go" はどちらもR&Bチャートの20位以内に入るヒットとなったが、この曲は79位が最高位だった。
ピーター・アレン自身もこの曲を1977年のライブアルバム『It is Time for Peter Allen』でセルフカバーし、1977年12月にシングルカットした。アレンによるこの曲のスタジオ録音は、アレンの1979年に発売されたアルバム『I Could Have Been a Sailor』に収録された。また、1985年のライブアルバム『Captured Live at Carnegie Hall』にもこの曲を収録している。

## メリサ・マンチェスターによるカバー
アリスタ・レコード社長のクライヴ・デイヴィスによれば、マンチェスターが1979年にリリースしようとしてアルバムにはトップ40に返り咲くポテンシャルに欠けていると感じていたデイヴィスの強い勧めで「あなたしか見えない」を録音した。デイヴィスはこの曲の制作を、デヴィッド・ボウイのアルバム『ヤング・アメリカンズ』と『ステイション・トゥ・ステイション』を共同プロデュースし、アリスタ・レコードではベイ・シティ・ローラーズのプロデュースを担当していたハリー・マスリンに依頼した。マンチェスター自身は通常はこの曲の作詞家のキャロル・ベイヤー・セイガーと共作しており、（その時点では）マンチェスター唯一のトップ10ヒットだった「ミッドナイト・ブルー」を生み出していたことから、マスリンは、マンチェスターが「”あなたしか見えない”という曲を嫌っており、それをやったこと（つまり、マンチェスターのレコーディングをプロデュースしたこと）にたいして私に対して怒っていた。だからこそ、私は彼女からあんなに素晴らしいボーカルを引き出せたのだと思います」と回想している。
2015年のインタビューでマンチェスターは「クライヴ・デイヴィスは彼の見方で過去を思い出し、私は私の見方で思い出します。彼は自分が私に「あなたしか見えない」を持って来たと記憶している。私はピーター・アレンおよびキャロル・ベイヤー・セイガーと友人だったときに「あなたしか見えない」をとても静かな曲として聞いて、それを彼（デイヴィス）のところに持って行ってそうだね、素晴らしい曲、ピーターがやったように美しく静かにやりましょうと言ったのを覚えている。[そして]私がスタジオに入るとこの盛大なバージョンで大砲が鳴り響き、見事に仕上がり、贈り物となった」と述べている。マンチェスターはこの曲の主題について疑念を抱いていたことを認め、2004年に「ようやくその意味が分かった……[当初は]素晴らしい曲だと思っていたが、キャロル（ベイヤー・セイガー）と私が常に書いていた自己肯定と叫び、コミュニケーションスキルを磨くことをテーマにしたすべてのものに対するアンチテーゼのように思えた。しかし、それは最終的にはどうにか対処しなければならないということについての美しく作りこまれた曲であり、それは簡単なことではない」と述べている。
「あなたしか見えない」はハリウッドのアレン・ゼンツ・スタジオで録音され、1978年10月11日に発売され、1978年末にはトップ40入りし、12週間後の1979年3月にはBillboard Hot 100チャートで最高10位に達した。このシングルはアダルト・コンテンポラリー・チャートでは9位に達し、ホット100チャートに長くとどまり、ウィークリーチャートでより上位に達した（ただし短期間）の多くの曲（シスター・スレッジの「We Are Family」や、ビージーズのナンバー1ヒット「ラヴ・ユー・インサイド・アウト」など）よりも上位の、ビルボードの1979年の最大のヒット曲の26位にランキングされた。

### 参加ミュージシャン
- メリサ・マンチェスター – リード・ボーカル
- ビル・ペイン – アコースティック・ピアノ
- リー・リトナー – ギター
- デニス・バディミール（英語版） – ギター
- デヴィッド・ハンゲイト – ベース
- ジム・ケルトナー – ドラムス
- バリー・ファスマン（英語版） – 編曲
- ハリー・ブルーストーン（英語版） – コンサートマスター
- フランク・デカーロ – 指揮

### チャート成績
| チャート（1979年）                           | 最高順位 |
| -------------------------------------------- | -------- |
| カナダ「RPM」トップシングル                  | 9        |
| カナダ「RPM」アダルト・コンテンポラリー      | 2        |
| 米国「ビルボード」ホット100                  | 10       |
| 米国「ビルボード」アダルト・コンテンポラリー | 9        |
| 米国「キャッシュボックス」トップ100          | 10       |

| チャート（1979年）          | 順位 |
| --------------------------- | ---- |
| カナダ                      | 45   |
| 米国「ビルボード」ホット100 | 26   |
| 米国「キャッシュボックス」  | 71   |

### 曲の使用
マンチェスターのバージョンは、コミカルな効果のために口パクで使われており、一度は1999年のブラックコメディ映画『わたしが美しくなった100の秘密』で、さらに近年では2013年5月の『レイト・ナイト・ウィズ・ジミー・ファロン』のエピソードで、ジョン・クラシンスキーとの「リップシンク・オフ」の一部として使われた。
この曲はBBCのコメディ番組『Beautiful People』やCBCテレビジョンの『Schitt's Creek』のエピソードでも（口パクで）使われた。
2005年の「Fabulous Secret Powers」と題されたバイラル・ビデオの中で、この曲の途中に4 Non Blondesの楽曲「What's Up?」が挿入された。

## エルキー・ブルックスのバージョン
エルキー・ブルックスはこの曲をガス・ダッジョンのプロデュースで英国市場向けに発売した。ブルックスの「あなたしか見えない」はマンチェスターのバージョンが全米トップ40にランクインする2週前の1978年12月16日に全英トップ50で最高12位に到達し、アイルランドでもヒットした（14位）。この曲は1979年に発売されたアルバム『Live and Learn』には収められず、遅ればせながら1981年に発売されたブルックスの最高のベストセラーである『Pearls』に初めて収録された。その後、ブルックスの2005年発売のライブアルバムのタイトルトラックとして使用されるとともに、2004年にシングルとしてリリースされた。2009年にブルックスは「何年も前にあまり乗り気にならない曲を何曲もやるように説得されました。“Don't Cry Out Loud” もその一つでしたが、何年もたつうちにこの曲が好きになりました」と述べている。

### 参加ミュージシャン
- エルキー・ブルックス – ボーカル
- ティム・ヒンクリー（英語版） – ピアノ/キーボード
- ジェリー・フリードメン、エリック・ワイスバーグ（英語版）、ジェフ・ホワイトホーン – ギター
- ジェレミー・ミーク – ベースギター
- グラハム・ジャーヴィス – ドラムス
- ブルース・バクスター – 編曲

## その他のバージョン
伊東ゆかりは1979年3月25日になかにし礼による日本語歌詞のシングルをリリースした。
「あなたしか見えない」のリタ・クーリッジによるパフォーマンスは、1979年6月17日の第8回東京音楽祭でグランプリを受賞し、この曲を収録したクーリッジのコンピレーションアルバムはその夏に日本でトップ20のベストセラーに入った。
「あなたしか見えない」は『アメリカン・アイドル』シーズン3の準優勝者ダイアナ・デガルモによって「Dreams」を発売するためのカップリング曲として収録された。クライヴ・デイヴィスがデルガモのために「Don't Cry Out Loud」を選曲し、メリサ・マンチェスターはデルガモのレコーディングセッションに臨席して、歌い方についてアドバイスした。
ピーター・アレンの元妻であるライザ・ミネリは、2002年のアルバム『Liza's Back』で「あなたしか見えない」を歌っているが、これは同年6月にニューヨーク市のビーコン・シアターで行われた7晩連続公演で録音されたものだった。ミネリはこの曲を一連の「crying」（泣く、叫ぶ）曲の一部として「Cry」と、「クライング」との間に歌った。ミネリの演奏では「あなたしか見えない」の最初のヴァースだけが取り上げられ、コーラス部分の歌詞が元の解釈を逆にするように（「大声で叫べ、内に秘めずに。感情を隠す方法を学ぶな」）と修正されていた。
この曲はエアメン・オブ・ノート（インストルメンタル）、レイチェル・アン・ゴー、シャーリー・バッシー、アニタ・ドブソン、エンゲルベルト・フンパーディンク、Jal Joshua、ジョー・ロングソーン（「We Don't Cry Out Loud」として）、サンドラ・リーマー、シャーリーなどによってもカバーされている。また、俳優で歌手でもあるジョン・バロウマンによってもカバーされている。
ピーター・アレンの生涯を描いたジュークボックス・ミュージカル『ザ・ボーイ・フロム・オズ』では、アレンの母親のマリオン・ウールノー役が、アレンの父親が自殺した後でアレンに向かって「あなたしか見えない」を歌うが、実際にはウールノーはアレンに「常に最善の顔をしなさい」とアドバイスしたと伝えられている。 ベス・ファウラーは2003年のオリジナルブロードウェイキャストによるレコーディングでこの曲を担当した。この曲は、70年代の音楽と災害映画のパロディであるブロードウェイ ミュージカル『Disaster!』でも採用された。
1980年のミス・アメリカ（1979年のミス・ミシシッピ）のシェリル・プレウィットは、NBCで放送された1979年9月9日にアトランティック・シティのコンベンションホールで行われたミス・アメリカ・ページェントのタレントコンテストで、ピアノ弾き語りでこの曲を歌った。